# Liste des communes du Territoire de Belfort
Pour les autres listes de communes françaises, voir Listes des communes de France.
| - Le Territoire de Belfort en France métropolitaine. - Carte des communes du Territoire de Belfort. |

Cette page liste les 101 communes du département français du Territoire de Belfort au 1er janvier 2025.

## Liste des communes
Le tableau suivant donne la liste des communes au 1er janvier 2025, en précisant leur code Insee, leur code postal principal, leur arrondissement, leur canton, leur intercommunalité, leur superficie, leur population et leur densité, d'après les chiffres de l'Insee issus du recensement 2022,.
| Nom                       | Code Insee | Code postal | Arrondissement | Canton                        | Intercommunalité     | Superficie (km2) | Population (dernière pop. légale) | Densité (hab./km2) | Modifier                                    |
| ------------------------- | ---------- | ----------- | -------------- | ----------------------------- | -------------------- | ---------------- | --------------------------------- | ------------------ | ------------------------------------------- |
| Belfort (préfecture)      | 90010      | 90000       | Belfort        | Belfort-1 Belfort-2 Belfort-3 | CA Grand Belfort     | 17,10            | 45 646 (2022)                     | 2 669              | modifier les données · modifier les données |
| Andelnans                 | 90001      | 90400       | Belfort        | Châtenois-les-Forges          | CA Grand Belfort     | 4,17             | 1 123 (2022)                      | 269                | modifier les données · modifier les données |
| Angeot                    | 90002      | 90150       | Belfort        | Grandvillars                  | CA Grand Belfort     | 6,56             | 353 (2022)                        | 54                 | modifier les données · modifier les données |
| Anjoutey                  | 90003      | 90170       | Belfort        | Giromagny                     | CC des Vosges du Sud | 7,69             | 598 (2022)                        | 78                 | modifier les données · modifier les données |
| Argiésans                 | 90004      | 90800       | Belfort        | Châtenois-les-Forges          | CA Grand Belfort     | 2,73             | 595 (2022)                        | 218                | modifier les données · modifier les données |
| Autrechêne                | 90082      | 90140       | Belfort        | Grandvillars                  | CA Grand Belfort     | 2,96             | 279 (2022)                        | 94                 | modifier les données · modifier les données |
| Auxelles-Bas              | 90005      | 90200       | Belfort        | Giromagny                     | CC des Vosges du Sud | 9,41             | 422 (2022)                        | 45                 | modifier les données · modifier les données |
| Auxelles-Haut             | 90006      | 90200       | Belfort        | Giromagny                     | CC des Vosges du Sud | 6,48             | 287 (2022)                        | 44                 | modifier les données · modifier les données |
| Banvillars                | 90007      | 90800       | Belfort        | Châtenois-les-Forges          | CA Grand Belfort     | 4,67             | 290 (2022)                        | 62                 | modifier les données · modifier les données |
| Bavilliers                | 90008      | 90800       | Belfort        | Bavilliers                    | CA Grand Belfort     | 4,80             | 4 641 (2022)                      | 967                | modifier les données · modifier les données |
| Beaucourt                 | 90009      | 90500       | Belfort        | Delle                         | CC du Sud Territoire | 4,95             | 4 985 (2022)                      | 1 007              | modifier les données · modifier les données |
| Bermont                   | 90011      | 90400       | Belfort        | Châtenois-les-Forges          | CA Grand Belfort     | 2,74             | 373 (2022)                        | 136                | modifier les données · modifier les données |
| Bessoncourt               | 90012      | 90160       | Belfort        | Grandvillars                  | CA Grand Belfort     | 7,80             | 1 304 (2022)                      | 167                | modifier les données · modifier les données |
| Bethonvilliers            | 90013      | 90150       | Belfort        | Grandvillars                  | CA Grand Belfort     | 1,90             | 237 (2022)                        | 125                | modifier les données · modifier les données |
| Boron                     | 90014      | 90100       | Belfort        | Grandvillars                  | CC du Sud Territoire | 6,05             | 490 (2022)                        | 81                 | modifier les données · modifier les données |
| Botans                    | 90015      | 90400       | Belfort        | Châtenois-les-Forges          | CA Grand Belfort     | 2,29             | 248 (2022)                        | 108                | modifier les données · modifier les données |
| Bourg-sous-Châtelet       | 90016      | 90110       | Belfort        | Giromagny                     | CC des Vosges du Sud | 0,84             | 120 (2022)                        | 143                | modifier les données · modifier les données |
| Bourogne                  | 90017      | 90140       | Belfort        | Châtenois-les-Forges          | CA Grand Belfort     | 13,71            | 1 737 (2022)                      | 127                | modifier les données · modifier les données |
| Brebotte                  | 90018      | 90140       | Belfort        | Grandvillars                  | CC du Sud Territoire | 3,78             | 369 (2022)                        | 98                 | modifier les données · modifier les données |
| Bretagne                  | 90019      | 90130       | Belfort        | Grandvillars                  | CC du Sud Territoire | 4,67             | 314 (2022)                        | 67                 | modifier les données · modifier les données |
| Buc                       | 90020      | 90800       | Belfort        | Châtenois-les-Forges          | CA Grand Belfort     | 2,44             | 243 (2022)                        | 100                | modifier les données · modifier les données |
| Charmois                  | 90021      | 90140       | Belfort        | Châtenois-les-Forges          | CA Grand Belfort     | 4,17             | 371 (2022)                        | 89                 | modifier les données · modifier les données |
| Châtenois-les-Forges      | 90022      | 90700       | Belfort        | Châtenois-les-Forges          | CA Grand Belfort     | 8,67             | 2 637 (2022)                      | 304                | modifier les données · modifier les données |
| Chaux                     | 90023      | 90330       | Belfort        | Giromagny                     | CC des Vosges du Sud | 9,26             | 1 181 (2022)                      | 128                | modifier les données · modifier les données |
| Chavanatte                | 90024      | 90100       | Belfort        | Grandvillars                  | CC du Sud Territoire | 3,86             | 132 (2022)                        | 34                 | modifier les données · modifier les données |
| Chavannes-les-Grands      | 90025      | 90100       | Belfort        | Grandvillars                  | CC du Sud Territoire | 6,93             | 343 (2022)                        | 49                 | modifier les données · modifier les données |
| Chèvremont                | 90026      | 90340       | Belfort        | Châtenois-les-Forges          | CA Grand Belfort     | 8,83             | 1 566 (2022)                      | 177                | modifier les données · modifier les données |
| Courcelles                | 90027      | 90100       | Belfort        | Delle                         | CC du Sud Territoire | 5,32             | 128 (2022)                        | 24                 | modifier les données · modifier les données |
| Courtelevant              | 90028      | 90100       | Belfort        | Delle                         | CC du Sud Territoire | 5,82             | 375 (2022)                        | 64                 | modifier les données · modifier les données |
| Cravanche                 | 90029      | 90300       | Belfort        | Bavilliers                    | CA Grand Belfort     | 1,35             | 1 935 (2022)                      | 1 433              | modifier les données · modifier les données |
| Croix                     | 90030      | 90100       | Belfort        | Delle                         | CC du Sud Territoire | 5,41             | 178 (2022)                        | 33                 | modifier les données · modifier les données |
| Cunelières                | 90031      | 90150       | Belfort        | Grandvillars                  | CA Grand Belfort     | 2,02             | 344 (2022)                        | 170                | modifier les données · modifier les données |
| Danjoutin                 | 90032      | 90400       | Belfort        | Bavilliers                    | CA Grand Belfort     | 5,65             | 3 531 (2022)                      | 625                | modifier les données · modifier les données |
| Delle                     | 90033      | 90100       | Belfort        | Delle                         | CC du Sud Territoire | 9,20             | 5 677 (2022)                      | 617                | modifier les données · modifier les données |
| Denney                    | 90034      | 90160       | Belfort        | Valdoie                       | CA Grand Belfort     | 3,48             | 762 (2022)                        | 219                | modifier les données · modifier les données |
| Dorans                    | 90035      | 90400       | Belfort        | Châtenois-les-Forges          | CA Grand Belfort     | 3,77             | 823 (2022)                        | 218                | modifier les données · modifier les données |
| Eguenigue                 | 90036      | 90150       | Belfort        | Grandvillars                  | CA Grand Belfort     | 2,49             | 270 (2022)                        | 108                | modifier les données · modifier les données |
| Éloie                     | 90037      | 90300       | Belfort        | Valdoie                       | CA Grand Belfort     | 5,55             | 954 (2022)                        | 172                | modifier les données · modifier les données |
| Essert                    | 90039      | 90850       | Belfort        | Bavilliers                    | CA Grand Belfort     | 7,01             | 3 382 (2022)                      | 482                | modifier les données · modifier les données |
| Étueffont                 | 90041      | 90170       | Belfort        | Giromagny                     | CC des Vosges du Sud | 12,53            | 1 395 (2022)                      | 111                | modifier les données · modifier les données |
| Évette-Salbert            | 90042      | 90350       | Belfort        | Valdoie                       | CA Grand Belfort     | 9,16             | 2 022 (2022)                      | 221                | modifier les données · modifier les données |
| Faverois                  | 90043      | 90100       | Belfort        | Delle                         | CC du Sud Territoire | 6,50             | 592 (2022)                        | 91                 | modifier les données · modifier les données |
| Fêche-l'Église            | 90045      | 90100       | Belfort        | Delle                         | CC du Sud Territoire | 3,93             | 721 (2022)                        | 183                | modifier les données · modifier les données |
| Felon                     | 90044      | 90110       | Belfort        | Giromagny                     | CC des Vosges du Sud | 4,11             | 228 (2022)                        | 55                 | modifier les données · modifier les données |
| Florimont                 | 90046      | 90100       | Belfort        | Delle                         | CC du Sud Territoire | 18,19            | 465 (2022)                        | 26                 | modifier les données · modifier les données |
| Fontaine                  | 90047      | 90150       | Belfort        | Grandvillars                  | CA Grand Belfort     | 6,96             | 601 (2022)                        | 86                 | modifier les données · modifier les données |
| Fontenelle                | 90048      | 90340       | Belfort        | Grandvillars                  | CA Grand Belfort     | 1,75             | 135 (2022)                        | 77                 | modifier les données · modifier les données |
| Foussemagne               | 90049      | 90150       | Belfort        | Grandvillars                  | CA Grand Belfort     | 5,10             | 885 (2022)                        | 174                | modifier les données · modifier les données |
| Frais                     | 90050      | 90150       | Belfort        | Grandvillars                  | CA Grand Belfort     | 2,81             | 237 (2022)                        | 84                 | modifier les données · modifier les données |
| Froidefontaine            | 90051      | 90140       | Belfort        | Grandvillars                  | CC du Sud Territoire | 4,55             | 446 (2022)                        | 98                 | modifier les données · modifier les données |
| Giromagny                 | 90052      | 90200       | Belfort        | Giromagny                     | CC des Vosges du Sud | 5,65             | 2 897 (2022)                      | 513                | modifier les données · modifier les données |
| Grandvillars              | 90053      | 90600       | Belfort        | Grandvillars                  | CC du Sud Territoire | 15,17            | 2 963 (2022)                      | 195                | modifier les données · modifier les données |
| Grosmagny                 | 90054      | 90200       | Belfort        | Giromagny                     | CC des Vosges du Sud | 9,46             | 551 (2022)                        | 58                 | modifier les données · modifier les données |
| Grosne                    | 90055      | 90100       | Belfort        | Grandvillars                  | CC du Sud Territoire | 3,65             | 322 (2022)                        | 88                 | modifier les données · modifier les données |
| Joncherey                 | 90056      | 90100       | Belfort        | Delle                         | CC du Sud Territoire | 5,18             | 1 439 (2022)                      | 278                | modifier les données · modifier les données |
| Lachapelle-sous-Chaux     | 90057      | 90300       | Belfort        | Giromagny                     | CC des Vosges du Sud | 11,16            | 748 (2022)                        | 67                 | modifier les données · modifier les données |
| Lachapelle-sous-Rougemont | 90058      | 90360       | Belfort        | Giromagny                     | CC des Vosges du Sud | 4,89             | 554 (2022)                        | 113                | modifier les données · modifier les données |
| Lacollonge                | 90059      | 90150       | Belfort        | Grandvillars                  | CA Grand Belfort     | 1,92             | 234 (2022)                        | 122                | modifier les données · modifier les données |
| Lagrange                  | 90060      | 90150       | Belfort        | Grandvillars                  | CA Grand Belfort     | 0,93             | 139 (2022)                        | 149                | modifier les données · modifier les données |
| Lamadeleine-Val-des-Anges | 90061      | 90170       | Belfort        | Giromagny                     | CC des Vosges du Sud | 6,52             | 49 (2022)                         | 7,5                | modifier les données · modifier les données |
| Larivière                 | 90062      | 90150       | Belfort        | Grandvillars                  | CA Grand Belfort     | 4,84             | 278 (2022)                        | 57                 | modifier les données · modifier les données |
| Lebetain                  | 90063      | 90100       | Belfort        | Delle                         | CC du Sud Territoire | 4,84             | 419 (2022)                        | 87                 | modifier les données · modifier les données |
| Lepuix                    | 90065      | 90200       | Belfort        | Giromagny                     | CC des Vosges du Sud | 29,69            | 1 113 (2022)                      | 37                 | modifier les données · modifier les données |
| Lepuix-Neuf               | 90064      | 90100       | Belfort        | Delle                         | CC du Sud Territoire | 5,46             | 315 (2022)                        | 58                 | modifier les données · modifier les données |
| Leval                     | 90066      | 90110       | Belfort        | Giromagny                     | CC des Vosges du Sud | 6,00             | 248 (2022)                        | 41                 | modifier les données · modifier les données |
| Menoncourt                | 90067      | 90150       | Belfort        | Grandvillars                  | CA Grand Belfort     | 4,70             | 391 (2022)                        | 83                 | modifier les données · modifier les données |
| Meroux-Moval              | 90068      | 90400       | Belfort        | Châtenois-les-Forges          | CA Grand Belfort     | 10,01            | 1 420 (2022)                      | 142                | modifier les données · modifier les données |
| Méziré                    | 90069      | 90120       | Belfort        | Grandvillars                  | CA Grand Belfort     | 3,91             | 1 268 (2022)                      | 324                | modifier les données · modifier les données |
| Montbouton                | 90070      | 90500       | Belfort        | Delle                         | CC du Sud Territoire | 2,81             | 425 (2022)                        | 151                | modifier les données · modifier les données |
| Montreux-Château          | 90071      | 90130       | Belfort        | Grandvillars                  | CA Grand Belfort     | 4,66             | 1 167 (2022)                      | 250                | modifier les données · modifier les données |
| Morvillars                | 90072      | 90120       | Belfort        | Grandvillars                  | CA Grand Belfort     | 5,27             | 1 098 (2022)                      | 208                | modifier les données · modifier les données |
| Novillard                 | 90074      | 90340       | Belfort        | Grandvillars                  | CA Grand Belfort     | 3,79             | 309 (2022)                        | 82                 | modifier les données · modifier les données |
| Offemont                  | 90075      | 90300       | Belfort        | Valdoie                       | CA Grand Belfort     | 5,55             | 4 054 (2022)                      | 730                | modifier les données · modifier les données |
| Pérouse                   | 90076      | 90160       | Belfort        | Bavilliers                    | CA Grand Belfort     | 4,90             | 1 199 (2022)                      | 245                | modifier les données · modifier les données |
| Petit-Croix               | 90077      | 90130       | Belfort        | Grandvillars                  | CA Grand Belfort     | 3,79             | 305 (2022)                        | 80                 | modifier les données · modifier les données |
| Petitefontaine            | 90078      | 90360       | Belfort        | Giromagny                     | CC des Vosges du Sud | 3,13             | 192 (2022)                        | 61                 | modifier les données · modifier les données |
| Petitmagny                | 90079      | 90170       | Belfort        | Giromagny                     | CC des Vosges du Sud | 2,20             | 323 (2022)                        | 147                | modifier les données · modifier les données |
| Phaffans                  | 90080      | 90150       | Belfort        | Grandvillars                  | CA Grand Belfort     | 3,24             | 429 (2022)                        | 132                | modifier les données · modifier les données |
| Réchésy                   | 90081      | 90370       | Belfort        | Delle                         | CC du Sud Territoire | 12,61            | 765 (2022)                        | 61                 | modifier les données · modifier les données |
| Recouvrance               | 90083      | 90140       | Belfort        | Grandvillars                  | CC du Sud Territoire | 1,50             | 144 (2022)                        | 96                 | modifier les données · modifier les données |
| Reppe                     | 90084      | 90150       | Belfort        | Grandvillars                  | CA Grand Belfort     | 3,88             | 324 (2022)                        | 84                 | modifier les données · modifier les données |
| Riervescemont             | 90085      | 90200       | Belfort        | Giromagny                     | CC des Vosges du Sud | 8,52             | 86 (2022)                         | 10                 | modifier les données · modifier les données |
| Romagny-sous-Rougemont    | 90086      | 90110       | Belfort        | Giromagny                     | CC des Vosges du Sud | 2,47             | 214 (2022)                        | 87                 | modifier les données · modifier les données |
| Roppe                     | 90087      | 90380       | Belfort        | Valdoie                       | CA Grand Belfort     | 7,43             | 1 042 (2022)                      | 140                | modifier les données · modifier les données |
| Rougegoutte               | 90088      | 90200       | Belfort        | Giromagny                     | CC des Vosges du Sud | 8,07             | 988 (2022)                        | 122                | modifier les données · modifier les données |
| Rougemont-le-Château      | 90089      | 90110       | Belfort        | Giromagny                     | CC des Vosges du Sud | 16,64            | 1 481 (2022)                      | 89                 | modifier les données · modifier les données |
| Saint-Dizier-l'Évêque     | 90090      | 90100       | Belfort        | Delle                         | CC du Sud Territoire | 10,83            | 430 (2022)                        | 40                 | modifier les données · modifier les données |
| Saint-Germain-le-Châtelet | 90091      | 90110       | Belfort        | Giromagny                     | CC des Vosges du Sud | 3,36             | 664 (2022)                        | 198                | modifier les données · modifier les données |
| Sermamagny                | 90093      | 90300       | Belfort        | Valdoie                       | CA Grand Belfort     | 7,90             | 945 (2022)                        | 120                | modifier les données · modifier les données |
| Sevenans                  | 90094      | 90400       | Belfort        | Châtenois-les-Forges          | CA Grand Belfort     | 2,02             | 696 (2022)                        | 345                | modifier les données · modifier les données |
| Suarce                    | 90095      | 90100       | Belfort        | Grandvillars                  | CC du Sud Territoire | 11,81            | 439 (2022)                        | 37                 | modifier les données · modifier les données |
| Thiancourt                | 90096      | 90100       | Belfort        | Delle                         | CC du Sud Territoire | 2,67             | 281 (2022)                        | 105                | modifier les données · modifier les données |
| Trévenans                 | 90097      | 90400       | Belfort        | Châtenois-les-Forges          | CA Grand Belfort     | 5,96             | 1 290 (2022)                      | 216                | modifier les données · modifier les données |
| Urcerey                   | 90098      | 90800       | Belfort        | Châtenois-les-Forges          | CA Grand Belfort     | 3,39             | 253 (2022)                        | 75                 | modifier les données · modifier les données |
| Valdoie                   | 90099      | 90300       | Belfort        | Valdoie                       | CA Grand Belfort     | 4,66             | 5 193 (2022)                      | 1 114              | modifier les données · modifier les données |
| Vauthiermont              | 90100      | 90150       | Belfort        | Grandvillars                  | CA Grand Belfort     | 4,74             | 220 (2022)                        | 46                 | modifier les données · modifier les données |
| Vellescot                 | 90101      | 90100       | Belfort        | Grandvillars                  | CC du Sud Territoire | 3,55             | 250 (2022)                        | 70                 | modifier les données · modifier les données |
| Vescemont                 | 90102      | 90200       | Belfort        | Giromagny                     | CC des Vosges du Sud | 7,05             | 707 (2022)                        | 100                | modifier les données · modifier les données |
| Vétrigne                  | 90103      | 90300       | Belfort        | Valdoie                       | CA Grand Belfort     | 2,46             | 647 (2022)                        | 263                | modifier les données · modifier les données |
| Vézelois                  | 90104      | 90400       | Belfort        | Châtenois-les-Forges          | CA Grand Belfort     | 9,43             | 1 026 (2022)                      | 109                | modifier les données · modifier les données |
| Villars-le-Sec            | 90105      | 90100       | Belfort        | Delle                         | CC du Sud Territoire | 3,05             | 178 (2022)                        | 58                 | modifier les données · modifier les données |
| Territoire de Belfort     | 90         |             |                |                               |                      | 609,00           | 140 082 (2022)                    | 230                | modifier les données                        |